# Soprano ligera
La soprano ligera es un matiz dentro del registro vocal de la soprano. La soprano ligera posee una voz de gran alcance en los agudos, pero poca sonoridad en su centro y graves limitados.

## Registro
Comúnmente llega a un fa6 con el registro de cabeza (siendo el do central del piano do4) pero algunas sopranos alcanzan hasta el do7 (en algunos casos con el registro de silbido).
Hay sopranos ligeras que poseen una voz de gran nitidez y agilidad que les permite realizar extensos agudos debido a su ligereza vocal, ejemplo de esto es Sarah Brightman como en la wally, 
in truttina y la sonámbula, en cambio;  si añadiéndole a este tipo de voz el gorjear sin dificultad),  a este tipo de soprano ligera se le llama soprano de coloratura. papeles como night queen de la flauta mágica les queda perfectos.

## Variantes
Existen diversas combinaciones, como la soprano lírica ligera, que tiene un timbre más consistente en la parte grave y central pero que en los agudos conserva la transparencia de la voz. La voz se clasifica no solo por el registro, sino por el timbre y el color.
Si la voz es ligera pero con limitaciones, pero la cantante tiene dotes para actuar, puede convertirse en la famosa soprano soubrette y cantar repertorio de ópera bufa (por ejemplo, Despina en Così fan tutte, de Mozart).
Un tipo particular de soprano ligera han sido voces conocidas como Soprano canario que posee una inusitada extensión en el registro sobreagudo así como la mayor facilidad para la coloratura, principalmente gorjeos. Famosas Soprano canario fueron Erna Sack o Lily Pons, siendo el arquetipo la soprano canario gálica, como las leyendas francesas Mado Robin, Mady Mesplé o representada actualmente por Natalie Dessay. Generalmente, reciben el mote de algún ave cantora como "canario" o "ruiseñor" (Lynd el ruiseñor sueco) por sus excepcionales dotes para la ornamentación.

## Sopranos ligeras
- Fanny Tacchinardi Persiani
- Jenny Lind
- Adelina Patti
- Nellie Melba
- Amelita Galli-Curci
- Lucrecia Sarria
- Mado Robin
- Mady Mesplé
- Sumi Jo
- Erika Miklosa
- Natalie Dessay
- Anna Moffo
- Sarah Brightman
- Beatriz Parra

## Roles para soprano ligera
- Constanza (de El rapto en el Serrallo)
- Lakmé (de Lakmé)
- Olympia (de Los cuentos de Hoffmann)
- Zerbinetta (de Ariadne auf Naxos).
- Amina (de La sonámbula)
- Elvira (de I Puritani)
- Gilda (de Rigoletto).
- Leïla (de Los pescadores de perlas)
- Morgana (de Alcina)
- Norma (de Norma), aunque este papel en realidad tiene aspectos dramáticos, se requiere una voz con más cuerpo que una soprano ligera. Quizá sería más adecuada para una soprano lírico-dramática de coloratura.
- Semiramide (de Semiramide)